# Coxartroză
Coxartroza este o afecțiune cronică, degenerativă a șoldului. Numită și artroza coxo-femurală sau artroza șoldului, reprezintă localizarea reumatismului cronic degenerativ la nivelul șoldului. În timpul mersului sunt momente de sprijin unipodal în care presiunea este de patru ori mai mare pe o articulație coxo-femurală, decât în fazele stațiunii bipodale, fapt ce favorizează apariția coxartrozei.

## Cauzele coxartrozei
În general coxartroza apare datorită unor anomalii congenitale cum ar fi: subluxațiile, displazii congenitale, coxa-plana, dar și datorită unor traumatisme (fracturi de col femural, luxația traumatică a șoldului) și a unor boli metabolice.
În evoluția coxartrozei întotdeauna apare durerea. În majoritatea cazurilor durerea apare la nivelul zonei inghinale și iradiază pe fața anterioară a coapsei spre genunchi; în alte cazuri se localizează la nivelul zonei fesiere. La început, durerea apare cu ocazia schimbărilor de poziții (stând-așezat), în formele ei mai avansate devenind permanentă; durerea are caracter mecanic.

## Efectele bolii (din punct de vedere funcțional)
Din punct de vedere funcțional, efectele coxartrozei sunt: reducerea mobilității, înrăutățirea calității mersului, șchiopătarea, instabilitatea, înrăutățirea poziției corecte a corpului, ca urmare a scăderii forței mușchilor fesieri și a durerii. Ca să evite durerea când pășește pe un picior, scurtează faza de sprijin.
În coxartroză durerile nu sunt violente, dar persistă, agravându-se la mers și ameliorându-se în repaus. Pe lângă durerea produsă în timpul mișcării, alt simptom este țepenirea articulației în repaus, cu revenirea la normal după primele mișcări. După limitarea mișcărilor care este din ce în ce mai supărătoare, în formele evoluate apare șchiopătatul și durerile persistă la repaus și noaptea. Nu se va sta pe scaun mult timp, nu se va merge mult și se vor evita treptele.

## Obiectivele programului kinetic
În tratarea coxartrozei trebuie să se urmărească anumite obiective, cum ar fi: scăderea durerilor, creșterea stabilității, creșterea mobilității, creșterea gradului de coordonare și echilibru în mers. Toate acestea se pot rezolva prin exerciții în apă și reeducare prin înot. Pentru creșterea eficienței procesului de reeducare este necesar ca pacientul să evite sau să-și trateze obezitatea, mersul și ortostatismul prelungit.
Scopul tratamentului prin înot și exerciții în apă este obținerea stabilității, prin întărirea mușchilor fesieri, adductori, rotatori interni și externi, menținerea sau creșterea mobilității șoldului. Se vor evita mișcările bruște, iar manevrele trebuie să fie blânde, pentru a evita apariția sau accentuarea durerii.
Tratarea prin înot a coxartrozei în faza incipientă este eficientă. Pe lângă acțiunea analgetică a apei, se obține și o scădere a suprasarcinii articulației, forța ascensională a apei va realiza decompresie articulară, contribuind la întreținerea și creșterea capacității de funcționare a șoldului bolnav.

## Programul de recuperare
Programul de recuperare se bazează pe următoarele procedee: posturările: preventive pentru SI (stadiu inițial); corectoare pentru SE (stadiu evoluat); inutile pentru SF (stadiu final). În SI și SE se pot practica tracțiuni intermitente care au efect decontracturant, refac alinierea și cresc mobilitatea. Tonifierea musculaturii: vizează mușchii abductori, rotatori și extensori ai articulației coxo-femurală; utilă în SI și SE. Relaxarea-decontractuarea: pentru adductorii șoldului în SE și SF, iar pentru flexori în SI și SE. Mobilizările articulare: pentru a menține amplitudinile în SI sau a le ameliora în SE și SF. Se va pune accentul pe flexie-extensie, rotație internă și abducție, utilizându-se toate tehnicile. Refacerea stabilității: prin exerciții analitice de tonifiere musculară și exerciții în lanț kinetic închis, în SE și SF, pentru abductori și pelvitrohanterieni. Recâștigarea controlului muscular dinamic pentru mers: (coordonarea și echilibrul) la nivel fiziologic în SI și SE, sau la nivel patologic, dar cu compensare cât mai bună, încât să fie evitat mersul șchiopătat. Corectarea poziției bazinului: menținerea unei funționalități cât mai perfecte a coloanei lombare (suplețe, forță musculară abdominală și paravertebrală), a genunchiului (mobilitate, stabilitate activă) și a întregului membru inferior (mobilitatea și stabilitatea șoldului și a genunchiului). Terapia ocupațională: se execută din șezând sau decubit, se utilizeză acele forme bazate pe pedalaj, lunecări pe planșeta cu rotile, giroplane. Sporturi indicate: natația, ciclismul, schiul și călăria.